# Dilemma
«Dilemma» — песня американского рэпера Нелли и исполнительницы ритм-н-блюза Келли Роуленд, выпущенная 25 июня 2002 года как сингл. Песня вошла в альбомы обоих исполнителей: сначала в альбом Нелли Nellyville, выпущенный в один день с синглом, а затем в дебютный сольный альбом Роуленд Simply Deep, вышедший 22 октября 2002 года. Сингл возглавлял хит-парады нескольких стран, на вершине американского Billboard Hot 100 продержался в общей сложности десять недель. К 55-й годовщине своего песенного хит-парада журнал Billboard поставил «Dilemma» 75-е место в рейтинге лучших песен, возглавлявших этот хит-парад. На 45-й церемонии «Грэмми» песня получила награду в номинации «Лучшее рэп/песенное совместное исполнение».

## Список композиций
International Vinyl
Side A
1. «Dilemma» (radio edit)
2. «Dilemma» (UK Garage radio edit)

Side B
1. «Dilemma» (Jason Nevin’s club remix)

International CD
1. «Dilemma» (radio edit)
2. «Dilemma» (Jason Nevin’s remix edit)
3. «King’s Highway»
4. «Dilemma» (video)